# Maria Teresa di Borbone-Condé
Maria Teresa di Borbone (Parigi, 1º febbraio 1666 – Parigi, 22 febbraio 1732) era una figlia di Enrico III Giulio, principe di Condé, e della moglie, Anna Enrichetta del Palatinato. In quanto membro della Casa regnante di Borbone, lei era una Principessa del Sangue; assieme al marito, nel 1697, fu monarca titolare di Polonia.

## Biografia

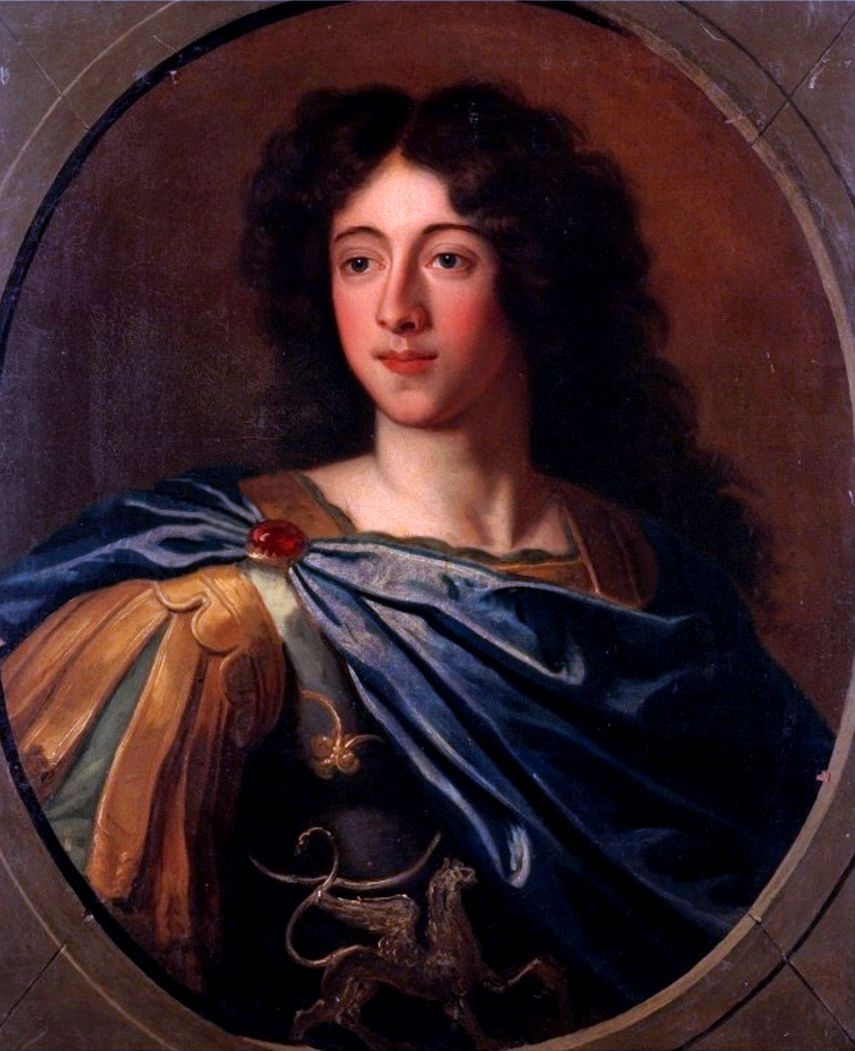
Francesco Luigi di Borbone-Conti, marito di Maria Teresa

Per parte di padre essa discendeva dalla casa reale francese di Borbone, mentre per parte di madre era una discendente della nobiltà britannica e della Casa di Nassau. Alla nascita le venne dato il titolo onorifico di Mademoiselle de Bourbon.
Il 22 gennaio 1688, Maria Teresa andò in sposa a Francesco Luigi, principe di Conti, soprannominato Gran Conti, capo della Casa di Borbone-Conti, nella cappella della reggia di Versailles; grazie al matrimonio essa ottenne il trattamento di Altezza Serenissima e da quel momento venne chiamata Madame la Princesse de Conti.
Essa era appassionatamente innamorata del marito, ma lui dedicava le sue attenzioni ad altro: a corte era risaputo che aveva avuto una liaison con la cognata della moglie, Luisa Francesca di Borbone-Francia, ma si sussurrò pure che avesse delle tendenze omosessuali.
Maria ebbe delle relazioni difficili con i propri figli e quindi viveva ritirata presso le svariate residenze dei Conti, soprattutto al castello de L'Isle-Adam; in seguito, dopo la morte del Principe, la famiglia si riconciliò. Maria Teresa era conosciuta per il suo carattere calmo e la sua devozione religiosa, molto apprezzata a corte; Elisabetta Carlotta del Palatinato, duchessa madre d'Orléans e madre del Reggente di Francia, un'importante scrittrice di lettere contenenti vivide descrizioni dei personaggi e della vita di corte, disse di Maria Teresa:
Maria Teresa ed il marito ebbero sette figli in totale, dei quali solo tre raggiunsero l'età adulta:
- Maria Anna (1689–1720), Mademoiselle de Conti, nel 1713 sposò Luigi Enrico di Borbone-Condé, ma non ebbe discendenza;
- figlio senza nome (1693–1693);
- Principe di La Roche-sur-Yon (1694–1698);
- Luigi Armando (1695–1727), successore del padre nel titolo di Principe di Conti, sposò Luisa Elisabetta di Borbone-Condé nel 1713 e ne ebbe dei figli;
- Luisa Adelaide, Mademoiselle de La Roche-sur-Yon (1696–1750), non si sposò mai;
- Mademoiselle d'Alais (1697–1699);
- Luigi Francesco, conte d'Alais (1703–1704).

### Regina di Polonia

Stemma del Regno di Polonia

Nel 1697 Luigi XIV offrì al marito di Maria Teresa la corona di Polonia; Francesco Luigi si recò quindi in Polonia per ispezionare l'eventuale suo nuovo regno mentre la moglie rimase in Francia: in questo periodo Maria Teresa divenne quindi Regina Titolare di Polonia. Il voto popolare espresso dai polacchi aveva indicato il Principe di Conti come il candidato più popolare, ma quando egli arrivò a Danzica trovò che Augusto II il Forte gli aveva usurpato il trono e così fece ritorno in patria.

### Principessa Madre
Nel 1709 suo marito morì a Parigi; allo scopo di distinguerle le une dalle altre dopo la morte dei rispettivi mariti, le Principesse Madri di Conti ancora vive all'epoca ricevettere l'appellativo di Douairière preceduto da un numero corrispondenti all'epoca della loro vedovanza. La loro titolatura completa sarebbe quindi stata Madame la Princesse de Conti numero douairière. Tra il 1727 ed il 1732 vi furono infatti tre Principesse Madri di Conti:
- Maria Anna di Borbone-Francia (1666–1739), figlia legittimata di Luigi XIV e di Louise de La Vallière; fu la moglie di Luigi Armando I di Borbone-Conti e, rimasta vedova nel 1685, venne conosciuta come Madame la Princesse de Conti première douairière. Il titolo del marito passò al fratello minore, Francesco Luigi;
- Maria Teresa di Borbone-Condé (1666–1732), moglie di Francesco Luigi; rimasta vedova nel 1709 ebbe l'appellativo di Madame la Princesse de Conti seconde douairière;
- Luisa Elisabetta di Borbone-Condé (1693–1775), moglie di Luigi Armando II di Borbone-Conti, figlio e successore del precedente Principe; rimasta vedova nel 1727 fu Madame la Princesse de Conti troisième/dernière douairière.

Dopo la morte del marito, Maria Teresa dedicò le sue energie al rinnovamento delle numerose residenze di famiglia dei Conti, iniziando dall'Hôtel de Conti (in alcuni casi chiamato Palais Conti) sulla Quai Conti, sul lato sinistro della Senna, per poi passare all'adiacente Hôtel de Seignelay. I lavori furono affidati a Robert de Cotte, primo architetto del re.
Nel 1713 suo figlia Maria Anna sposò Luigi Enrico, duca di Borbone, conosciuto come Monsieur le duc, figlio della precedente amante di suo marito, divenuta nel frattempo Principessa di Condè; lo stesso giorno, con una doppia cerimonia nuziale tenutasi a Versailles, suo figlio, il nuovo Principe di Conti, sposò una figlia della Principessa di Condé, Luisa Elisabetta.
Maria Teresa morì all'Hôtel de Conti il 22 febbraio 1732. Dopo la morte della madre, suo figlio si trasferì in un nuovo palazzo parigino che, in seguito, venne ceduto al cognato di Maria Teresa, il Duca del Maine, il quale lo demolì.
Dal momento che la nipote Luisa Enrichetta sposò il giovane Duca di Chartres nel 1743, Maria Teresa è un'antenata di numerose famiglie reali della moderna Europa; Luigi Filippo, re dei Francesi, era un trisnipote di Maria Teresa.

## Titoli nobiliari
- 1º febbraio 1666 – 22 gennaio 1688: Sua Altezza Serenissima Mademoiselle de Bourbon[9]
- 22 gennaio 1688 – 9 febbraio 1709: Sua Altezza Serenissima la Principessa di Conti
- 9 febbraio 1709 – 22 febbraio 1732: Sua Altezza Serenissima la Principessa Madre di Conti (in francese: princesse de Conti douairière oppure Madame la Princesse de Conti seconde douairière)

## Antenati
|                                    |                              |                                    | Genitori                         |  |  | Nonni |  |  | Bisnonni                   |  |  | Trisnonni                 |  |
|                                    |                              |                                    |                                  |  |  |       |  |  | Enrico II di Borbone-Condé |  |  | Enrico I di Borbone-Condé |  |
|                                    |                              |                                    |                                  |  |  |       |  |  | Enrico II di Borbone-Condé |  |  | Enrico I di Borbone-Condé |  |
|                                    |                              | Carlotta Caterina de La Trémoille  |                                  |  |  |       |  |  | Enrico II di Borbone-Condé |  |  |                           |  |
| Luigi II di Borbone-Condé          |                              |                                    |                                  |  |  |       |  |  | Enrico II di Borbone-Condé |  |  |                           |  |
|                                    |                              | Carlotta Margherita di Montmorency | Enrico I di Montmorency          |  |  |       |  |  |                            |  |  |                           |  |
|                                    |                              | Carlotta Margherita di Montmorency | Enrico I di Montmorency          |  |  |       |  |  |                            |  |  |                           |  |
|                                    |                              | Carlotta Margherita di Montmorency | Louise de Budos                  |  |  |       |  |  |                            |  |  |                           |  |
| Enrico III Giulio di Borbone-Condé |                              | Carlotta Margherita di Montmorency |                                  |  |  |       |  |  |                            |  |  |                           |  |
|                                    |                              | Urbain de Maillé-Brézé             | Charles de Maillé-Brézé          |  |  |       |  |  |                            |  |  |                           |  |
|                                    |                              | Urbain de Maillé-Brézé             | Charles de Maillé-Brézé          |  |  |       |  |  |                            |  |  |                           |  |
|                                    |                              | Urbain de Maillé-Brézé             | Jacqueline de Thévalle           |  |  |       |  |  |                            |  |  |                           |  |
| Claire-Clémence de Maillé          |                              | Urbain de Maillé-Brézé             |                                  |  |  |       |  |  |                            |  |  |                           |  |
|                                    |                              | Nicole du Plessis de Richelieu     | François du Plessis de Richelieu |  |  |       |  |  |                            |  |  |                           |  |
|                                    |                              | Nicole du Plessis de Richelieu     | François du Plessis de Richelieu |  |  |       |  |  |                            |  |  |                           |  |
|                                    |                              | Nicole du Plessis de Richelieu     | Suzanne de La Porte              |  |  |       |  |  |                            |  |  |                           |  |
| Maria Teresa di Borbone            |                              | Nicole du Plessis de Richelieu     |                                  |  |  |       |  |  |                            |  |  |                           |  |
|                                    | Federico V Elettore Palatino | Federico IV Elettore Palatino      |                                  |  |  |       |  |  |                            |  |  |                           |  |
|                                    | Federico V Elettore Palatino | Federico IV Elettore Palatino      |                                  |  |  |       |  |  |                            |  |  |                           |  |
|                                    | Federico V Elettore Palatino | Luisa Giuliana d'Orange-Nassau     |                                  |  |  |       |  |  |                            |  |  |                           |  |
| Edoardo del Palatinato             | Federico V Elettore Palatino |                                    |                                  |  |  |       |  |  |                            |  |  |                           |  |
|                                    |                              | Elisabetta Stuart                  | Giacomo I d'Inghilterra          |  |  |       |  |  |                            |  |  |                           |  |
|                                    |                              | Elisabetta Stuart                  | Giacomo I d'Inghilterra          |  |  |       |  |  |                            |  |  |                           |  |
|                                    |                              | Elisabetta Stuart                  | Anna di Danimarca                |  |  |       |  |  |                            |  |  |                           |  |
| Anna Enrichetta del Palatinato     |                              | Elisabetta Stuart                  |                                  |  |  |       |  |  |                            |  |  |                           |  |
|                                    |                              | Carlo I di Gonzaga-Nevers          | Ludovico Gonzaga-Nevers          |  |  |       |  |  |                            |  |  |                           |  |
|                                    |                              | Carlo I di Gonzaga-Nevers          | Ludovico Gonzaga-Nevers          |  |  |       |  |  |                            |  |  |                           |  |
|                                    |                              | Carlo I di Gonzaga-Nevers          | Enrichetta di Nevers             |  |  |       |  |  |                            |  |  |                           |  |
| Anna Maria di Gonzaga-Nevers       |                              | Carlo I di Gonzaga-Nevers          |                                  |  |  |       |  |  |                            |  |  |                           |  |
|                                    |                              | Caterina di Lorena                 | Carlo di Guisa                   |  |  |       |  |  |                            |  |  |                           |  |
|                                    |                              | Caterina di Lorena                 | Carlo di Guisa                   |  |  |       |  |  |                            |  |  |                           |  |
|                                    |                              | Caterina di Lorena                 | Enrichetta di Savoia-Villars     |  |  |       |  |  |                            |  |  |                           |  |
|                                    |                              | Caterina di Lorena                 |                                  |  |  |       |  |  |                            |  |  |                           |  |